# 1080i
Het begrip 1080i is een standaard voor hoge definitie hdtv-videosignalen.

De 1080 staat voor het aantal horizontale (-) lijnen waaruit een beeld is opgebouwd.
Elke horizontale lijn bevat op zijn beurt 1920 beeldpunten.

De resolutie wordt dus uitgedrukt als 1920 x 1080. Dit is in totaal ongeveer 2,07 miljoen beeldpunten die kunnen weergegeven worden.

Overzicht van de videostandaarden

De "i" staat voor "interlaced". Dit Engelse begrip houdt in "halve-beeldtechniek".

Een volledig beeld wordt hierbij in twee stappen weergegeven.
 Eerst wordt de eerste reeks horizontale beeldlijnen (bijvoorbeeld de even beeldlijnen) geschreven op het scherm, daarna de tweede reeks horizontale beeldlijnen (de oneven beeldlijnen).

Dit afwisselend weergeven van even en oneven beeldlijnen gebeurt met een snelheid van 1/50 seconde en is zo snel dat we het zien als een volledig beeld.

## Kwaliteit en hoeveelheid data
Omdat er bij 1080i elke 1/50 seconde maar de helft (1080/2 = 540)van de beeldlijnen weergegeven wordt, is de datastream die daarvoor nodig is ook maar de helft van 1080p.

De kwaliteit van 1080i is echter wel minder dan 1080p doordat er vanwege de beeldwissel (1/50 seconde) beurtelings maar de helft van het aantal beeldlijnen wordt weergegeven.